# Mont-Saint-Vincent
Pour les articles homonymes, voir Mont.
Mont-Saint-Vincent est une commune française située au centre du département de Saône-et-Loire, en région Bourgogne-Franche-Comté.

## Géographie
Mont-Saint-Vincent est située en altitude (moyenne de la commune : 589 mètres), et possède d'ailleurs l'un des plus hauts sommets des monts du Charolais. Mont-Saint-Vincent est ainsi le 2e plus haut lieu de Saône-et-Loire habité, après Uchon.
L'important dénivelé avec la vallée de la Bourbince permet de bénéficier de beaux panoramas.
Mont-Saint-Vincent est à 13 km de Montceau-les-Mines.

### Climat
Pour des articles plus généraux, voir Climat de la Bourgogne-Franche-Comté et Climat de Saône-et-Loire.
En 2010, le climat de la commune est de type climat des marges montargnardes, selon une étude du Centre national de la recherche scientifique s'appuyant sur une série de données couvrant la période 1971-2000. En 2020, Météo-France publie une typologie des climats de la France métropolitaine dans laquelle la commune est exposée à un climat océanique altéré et est dans une zone de transition entre les régions climatiques « Centre et contreforts nord du Massif Central » et « Bourgogne, vallée de la Saône ».
Pour la période 1971-2000, la température annuelle moyenne est de 9,5 °C, avec une amplitude thermique annuelle de 16,2 °C. Le cumul annuel moyen de précipitations est de 976 mm, avec 12,5 jours de précipitations en janvier et 8,3 jours en juillet. Pour la période 1991-2020, la température moyenne annuelle observée sur la station météorologique installée sur la commune est de 10,4 °C et le cumul annuel moyen de précipitations est de 891,2 mm. 
La température maximale relevée sur cette station est de 37,6 °C, atteinte le 12 août 2003 ; la température minimale est de −21,1 °C, atteinte le 10 février 1956,,.
| Mois                                  | jan.             | fév.             | mars             | avril           | mai             | juin          | jui.           | août           | sep.           | oct.            | nov.            | déc.             | année      |
| ------------------------------------- | ---------------- | ---------------- | ---------------- | --------------- | --------------- | ------------- | -------------- | -------------- | -------------- | --------------- | --------------- | ---------------- | ---------- |
| Température minimale moyenne (°C)     | −0,3             | 0,1              | 2,9              | 5,5             | 9,1             | 12,5          | 14,6           | 14,7           | 11,2           | 7,9             | 3,3             | 0,7              | 6,9        |
| Température moyenne (°C)              | 2                | 2,9              | 6,5              | 9,6             | 13,4            | 17,1          | 19,3           | 19,3           | 15,2           | 11              | 5,8             | 2,9              | 10,4       |
| Température maximale moyenne (°C)     | 4,3              | 5,6              | 10               | 13,8            | 17,7            | 21,6          | 24             | 23,9           | 19,2           | 14              | 8,3             | 5,2              | 14         |
| Record de froid (°C) date du record   | −18,1 09.01.1985 | −21,1 10.02.1956 | −13,2 06.03.1971 | −5,9 12.04.1986 | −2,3 06.05.1957 | 2 02.06.1962  | 5,2 10.07.1948 | 4,7 30.08.1986 | 1,7 26.09.1972 | −4,2 29.10.1997 | −9,6 22.11.1998 | −16,2 25.12.1962 | −21,1 1956 |
| Record de chaleur (°C) date du record | 16,4 01.01.22    | 21,3 28.02.1960  | 22,3 28.03.1989  | 26,2 22.04.1968 | 30 18.05.1945   | 34,7 22.06.03 | 37,2 31.07.20  | 37,6 12.08.03  | 31,8 07.09.23  | 27,3 01.10.1985 | 21,3 07.11.1955 | 17,2 10.12.1978  | 37,6 2003  |
| Ensoleillement (h)                    | 734              | 1 001            | 1 619            | 190             | 2 083           | 2 438         | 2 645          | 239            | 1 872          | 1 299           | 827             | 692              | 19 499     |
| Précipitations (mm)                   | 69,5             | 56,3             | 61,6             | 66,8            | 87,7            | 71,6          | 81             | 71,4           | 71             | 85,1            | 91,8            | 77,4             | 891,2      |

| Diagramme climatique                                  |            |           |             |             |              |          |              |            |           |            |            |
| J                                                     | F          | M         | A           | M           | J            | J        | A            | S          | O         | N          | D          |
| 4,3−0,369,5                                           | 5,60,156,3 | 102,961,6 | 13,85,566,8 | 17,79,187,7 | 21,612,571,6 | 2414,681 | 23,914,771,4 | 19,211,271 | 147,985,1 | 8,33,391,8 | 5,20,777,4 |
| Moyennes : • Temp. maxi et mini °C • Précipitation mm |            |           |             |             |              |          |              |            |           |            |            |

Les paramètres climatiques de la commune ont été estimés pour le milieu du siècle (2041-2070) selon différents scénarios d'émission de gaz à effet de serre à partir des nouvelles projections climatiques de référence DRIAS-2020. Ils sont consultables sur un site dédié publié par Météo-France en novembre 2022.

## Urbanisme

### Typologie
Au 1er janvier 2024, Mont-Saint-Vincent est catégorisée commune rurale à habitat dispersé, selon la nouvelle grille communale de densité à sept niveaux définie par l'Insee en 2022.
Elle est située hors unité urbaine. Par ailleurs la commune fait partie de l'aire d'attraction de Montceau-les-Mines, dont elle est une commune de la couronne,. Cette aire, qui regroupe 22 communes, est catégorisée dans les aires de 50 000 à moins de 200 000 habitants,.

### Occupation des sols
L'occupation des sols de la commune, telle qu'elle ressort de la base de données européenne d’occupation biophysique des sols Corine Land Cover (CLC), est marquée par l'importance des territoires agricoles (72,8 % en 2018), une proportion identique à celle de 1990 (72,8 %). La répartition détaillée en 2018 est la suivante : prairies (68,3 %), forêts (24,2 %), zones agricoles hétérogènes (4,4 %), mines, décharges et chantiers (3 %). L'évolution de l’occupation des sols de la commune et de ses infrastructures peut être observée sur les différentes représentations cartographiques du territoire : la carte de Cassini (XVIIIe siècle), la carte d'état-major (1820-1866) et les cartes ou photos aériennes de l'IGN pour la période actuelle (1950 à aujourd'hui).

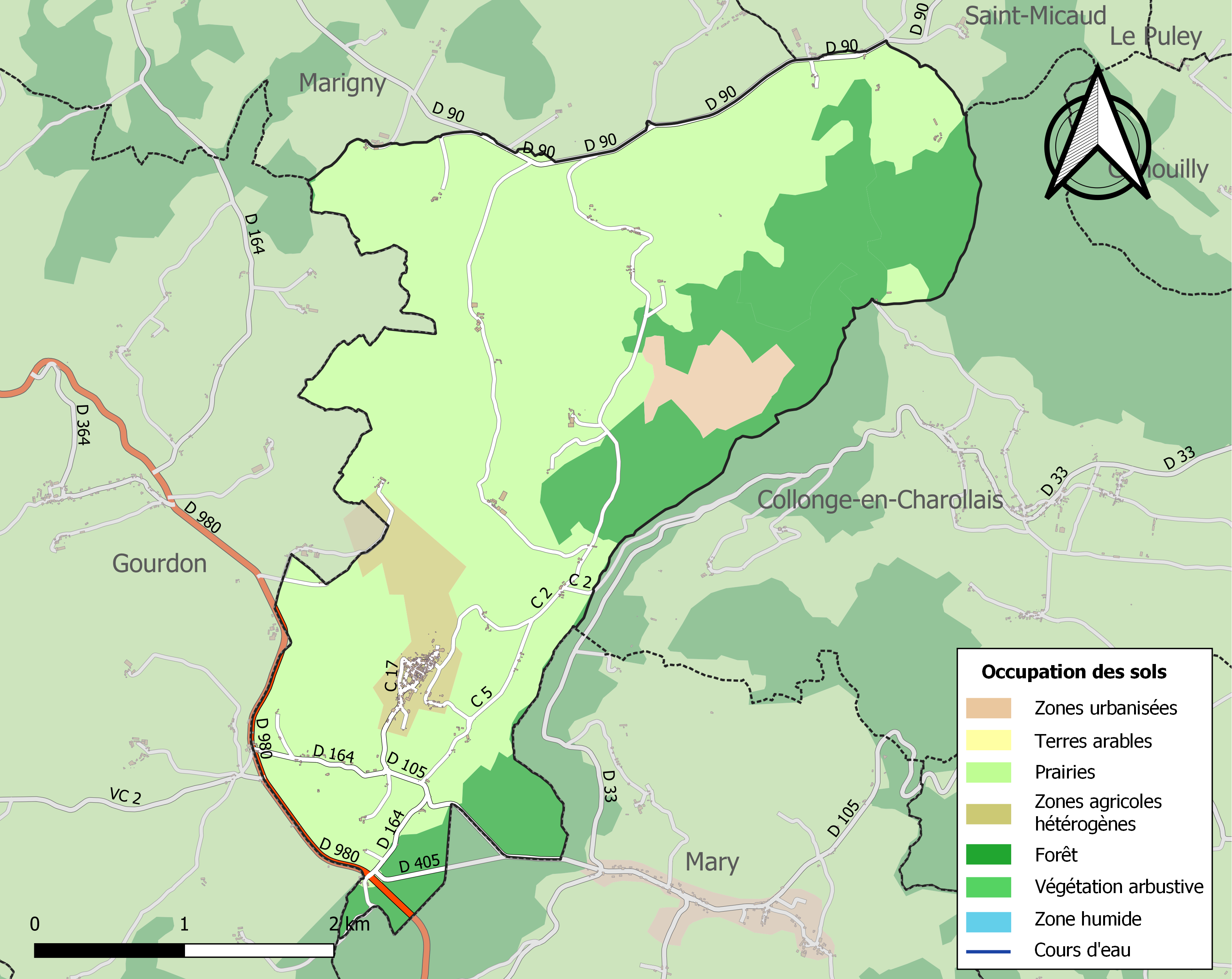
Carte des infrastructures et de l'occupation des sols de la commune en 2018 (CLC).

## Histoire
Compte tenu de sa position dominante, Mont-Saint-Vincent est un centre défensif. L'existence d'une bourgade fortifiée est attestée dès 950. La châtellenie est possédée par les comtes de Chalon. La paroisse est sous le patronage de Cluny. L'église est construite de 1080 à 1120. La forteresse est assiégée et démantelée par Louis VII en 1161 pour punir Guillaume, comte de Chalon, qui s'y est réfugié, d'avoir dévasté les terres de Cluny. Mont-Saint-Vincent est réuni à la couronne de France en 1477 et devient châtellenie royale en 1765.
Sous la Révolution française, la commune porta provisoirement les noms de Belvédère et de Mont-Belvédère.

## Politique et administration
| Période                                  | Période  | Identité      | Étiquette                                | Qualité |
| ---------------------------------------- | -------- | ------------- | ---------------------------------------- | --- |
| mars 1983                                | en cours | Jean Girardon | MRG puis UDF puis UMP puis UDI puis MRSL | Maire, enseignant à la faculté de droit de Paris Ancien conseiller général du canton de Mont-Saint-Vincent (1979-2015), ancien président de la communauté de communes autour du Mont Saint-Vincent |
| Les données manquantes sont à compléter. |          |               |                                          | |

## Démographie
L'évolution du nombre d'habitants est connue à travers les recensements de la population effectués dans la commune depuis 1793. Pour les communes de moins de 10 000 habitants, une enquête de recensement portant sur toute la population est réalisée tous les cinq ans, les populations de référence des années intermédiaires étant quant à elles estimées par interpolation ou extrapolation. Pour la commune, le premier recensement exhaustif entrant dans le cadre du nouveau dispositif a été réalisé en 2004.

En 2022, la commune comptait 310 habitants, en évolution de −6,91 % par rapport à 2016 (Saône-et-Loire : −1,06 %, France hors Mayotte : +2,11 %).
| 1793 | 1800 | 1806 | 1821 | 1831 | 1836 | 1841 | 1846 | 1851 |
| ---- | ---- | ---- | ---- | ---- | ---- | ---- | ---- | ---- |
| 690  | 700  | 847  | 774  | 821  | 839  | 875  | 809  | 791  |

| 1856 | 1861 | 1866 | 1872 | 1876 | 1881 | 1886 | 1891 | 1896 |
| ---- | ---- | ---- | ---- | ---- | ---- | ---- | ---- | ---- |
| 645  | 689  | 708  | 691  | 670  | 655  | 681  | 656  | 673  |

| 1901 | 1906 | 1911 | 1921 | 1926 | 1931 | 1936 | 1946 | 1954 |
| ---- | ---- | ---- | ---- | ---- | ---- | ---- | ---- | ---- |
| 666  | 558  | 546  | 507  | 509  | 435  | 422  | 403  | 368  |

| 1962 | 1968 | 1975 | 1982 | 1990 | 1999 | 2004 | 2006 | 2009 |
| ---- | ---- | ---- | ---- | ---- | ---- | ---- | ---- | ---- |
| 391  | 379  | 338  | 327  | 335  | 317  | 310  | 314  | 330  |

| 2014 | 2019 | 2022 | - | - | - | - | - | - |
| ---- | ---- | ---- | - | - | - | - | - | - |
| 336  | 315  | 310  | - | - | - | - | - | - |

## Lieux et monuments
Mont-Saint-Vincent est une ancienne petite cité médiévale : château, remparts, église romane du XIIe siècle, puits, ruelles, anciennes maisons, cure, tour de l'Assommoir (d'où l'on a une vue à 360°), musée archéologique Jean-Régnier.
L'église Saint-Vincent, édifice roman du XIIe siècle, est classée Monument historique depuis 1913). Le cartouche peint au-dessus du chœur de l'église est la signature de Gerber, autrement dit : Sylvestre II.
Mont-Saint-Vincent est également le site d'implantation, au sud du village, d'un émetteur de télévision et de radio haut de 100 mètres.
Un belvédère est situé sur le point le plus haut de l’éperon rocheux du Mont-Saint-Vincent, point culminant du Charolais avec une altitude de 603 mètres, d'où la vue panoramique s’étend sur les paysages vallonnés du nord-Charolais et le bassin de Montceau-les-Mines (s'y trouve une table d’orientation en lave émaillée réalisée en 1957).

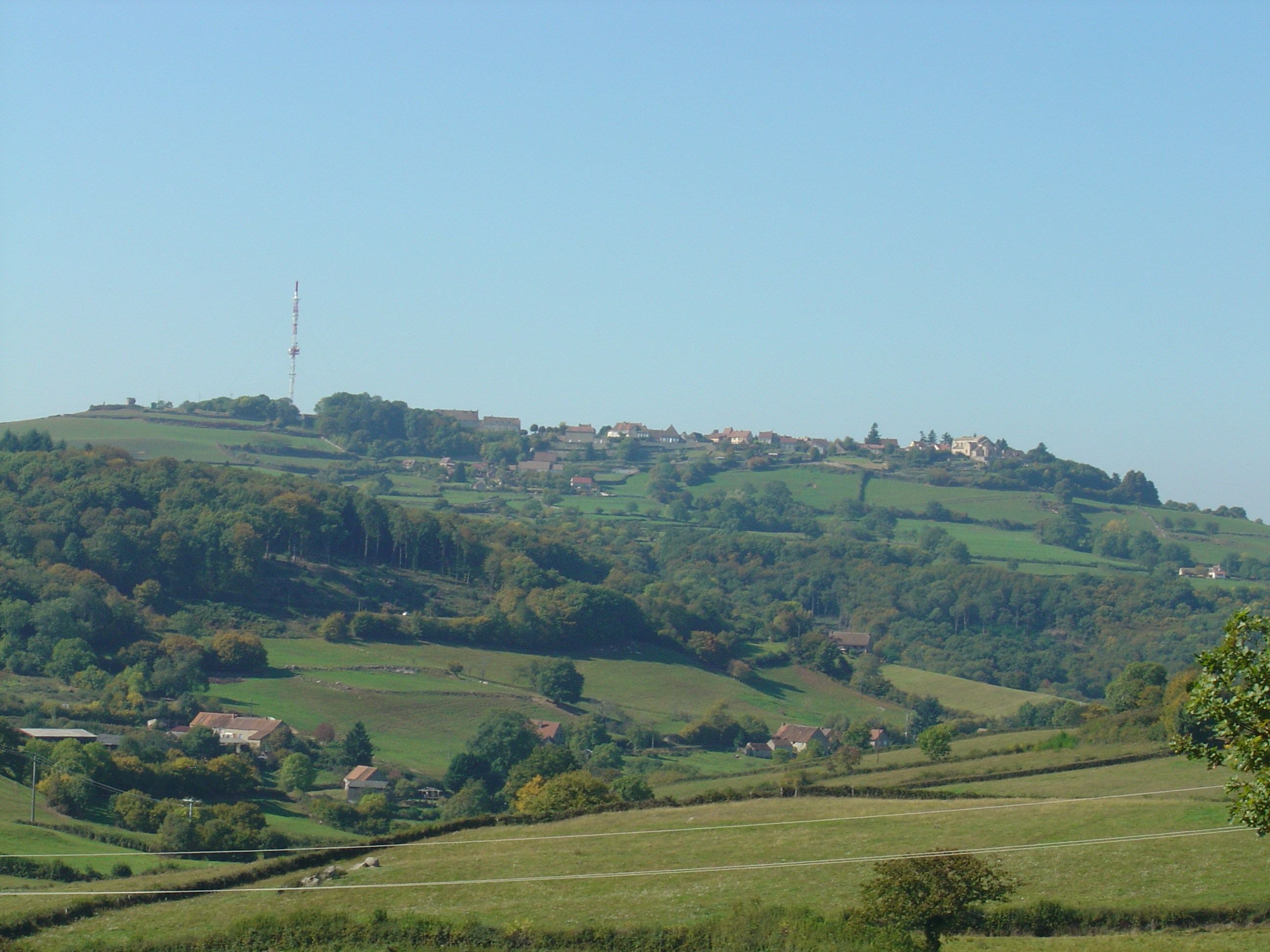
Village perché de Mont-Saint-Vincent.
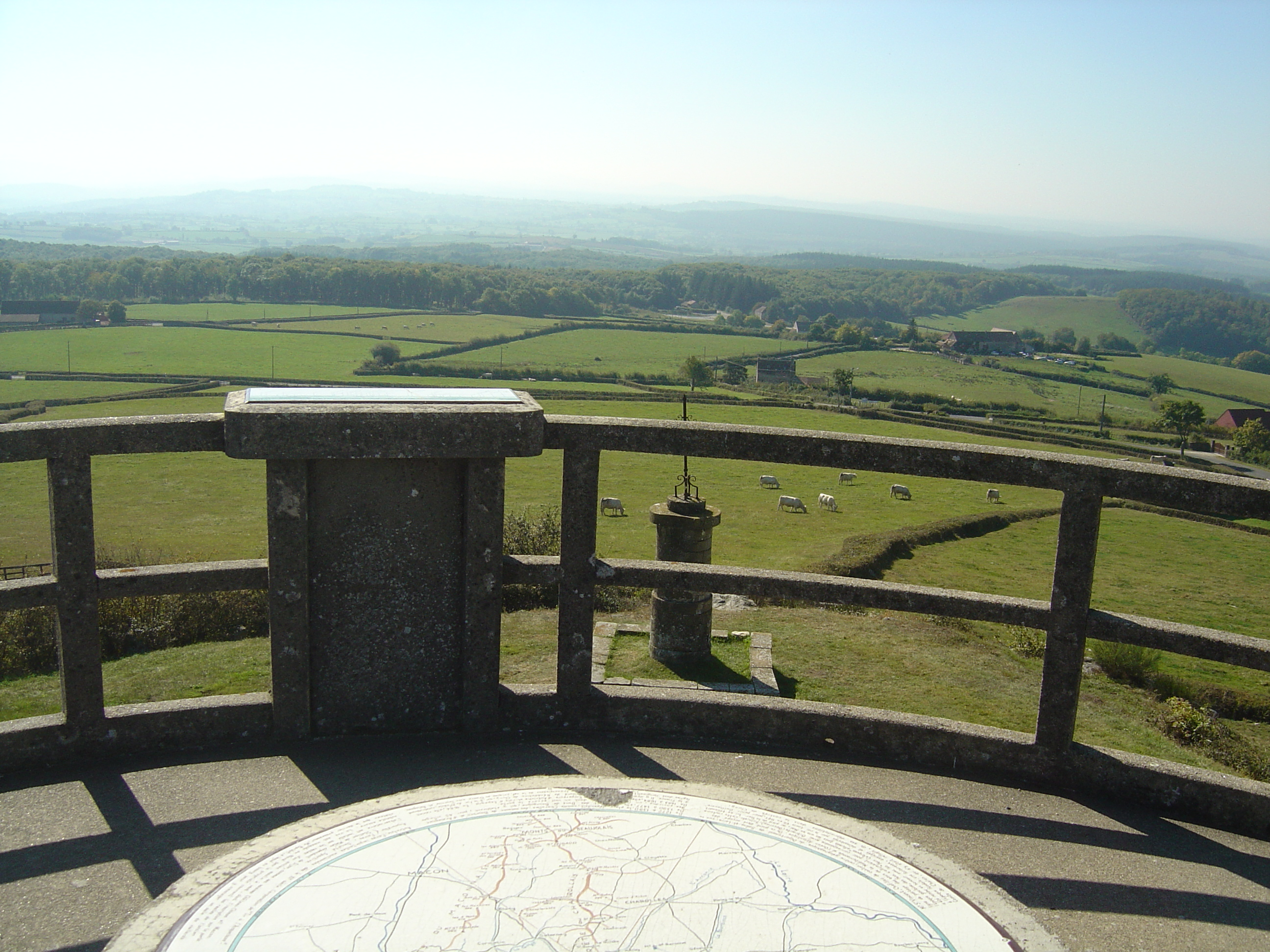
La table d'orientation installée au somment d'un ancien moulin à vent.

## Personnalités liées à la commune
- Michel Lagrange (1813-1896), chef de la police politique à la fin du Second Empire, est né à Mont-Saint-Vincent.

## Pour approfondir